# Eta Sagittae
Désignations
Eta Sagittae (η Sge) est une étoile géante de la constellation boréale de la Flèche. Elle est faiblement visible à l'œil nu, ayant une magnitude apparente de 5,09. L'étoile présente une parallaxe annuelle de 20,87 mas mesurée par le satellite Gaia, ce qui permet d'en déduire qu'elle est distante de ∼ 156 a.l. (∼ 47,8 pc) de la Terre. Elle s'en rapproche à une vitesse radiale héliocentrique de −40,7 km/s. Il y a une probabilité de 61,1 % qu'elle soit membre du courant d'étoiles Hyades-Pléiades, un groupe d'étoiles qui semblent partager un mouvement commun dans l'espace.
Eta Sagittae est une étoile géante rouge évoluée de type spectral K2 III. Elle est âgée d'environ 1,7 milliard d'années et c'est une géante du red clump, qui génère son énergie par la fusion de l'hélium dans son noyau. L'étoile est 1,7 fois plus massive que le Soleil et son rayon est sept fois plus grand que le rayon solaire. Elle est 26 fois plus lumineuse que le Soleil et sa température de surface est de 4 784 K.